# Arriva
Arriva är ett brittiskt bolag med huvudkontor i Sunderland som bedriver persontransporter med tåg, buss och färjor samt handikapptrafik i ett antal länder. Arriva var mellan 2010 och 2024 ett helägt dotterbolag till Deutsche Bahn.

## Historik
Företagets ursprung är en butik för begagnade motorcyklar i Sunderland, som startades 1938 av TSK Cowie. Hans son Tom Cowie (1922–2012), som från 1946 hade kört taxi, återstartade verksamheten 1948 när bensinransoneringen upphörde. Han expanderade med en filial i Newcastle 1952 och köpte en motsvarande rörelse i Edinburgh 1960. Under 1960-talet expanderade företaget, som 1964 blev T Cowie Ltd., till att även omfatta bilförsäljning. 1965 blev man återförsäljare av Vauxhall. På 1970-talet tillkom leasingverksamhet för bilar, och 1979 köptes det London-baserade bussföretaget Grey-Green, som blev kärnan i den senare transportrörelsen. Ytterligare uppköp av bussföretag respektive leasingföretag gjordes under 1980- och 1990-talen.
Namnbytet till Arriva skedde år 1997, då också det första utländska företagsköpet skedde, Unibus i Danmark. 1999 bestämde sig Arriva för att fokusera på transportverksamheten, och ett antal återförsäljar- och leasingverksamheter såldes under åren fram till 2003. Biluthyrningsverksamheten såldes 2006.
År 2010 köptes Arriva av Deutsche Bahn. År 2024 sålde Deutsche Bahn Arriva till riskkapitalbolaget I Squared Capital.

## Länder med verksamhet
Arriva har verksamhet i  tio europeiska länder: Italien, Nederländerna, Polen,  Slovakien, Spanien, Storbritannien, Tjeckien, Kroatien, Slovakien och Ungern.
Tidigare verksamhet i Danmark avyttrades under 2023.

## Tidigare verksamhet i Sverige
Arriva etablerade på den svenska marknaden som Arriva Danmark A/S genom köpet av BusDanmark år 1999, då ägare till Ödåkra Buss.
I februari 2011 blev Arriva Sverige AB ett självständigt bolag inom Arriva-koncernen efter att tidigare ha varit en del av Arriva Skandinavien a/s med huvudkontor i Köpenhamn.
Den 24 mars 2022 meddelades att den finska järnvägsbolaget VR Group köper Arriva Sverige AB. VR Group tog över företaget den 1 juli 2022 och det bytte samtidigt namn till VR Sverige AB.

### Skånetrafiken/Länstrafiken i Malmöhus
Ödåkra buss hade vunnit en rad anbud för Länstrafiken Malmöhus i början av 1990-talet och då blivit uppköpt av Bus Danmark (före detta Hovedstadsområdets Trafikselskab (HT) i Köpenhamn). Den svenska verksamheten fick leva vidare under namnet Ödåkra buss eftersom namnet Bus Danmark inte accepterades av svenska PRV. När Arriva tog över Ödåkra Buss år 1999, kom den trafiken bedrivas separerad från Arriva Sverige AB under namnet Arriva Danmark A/S ända fram till år 2009. Samtidigt kom alla andra nya trafikavtal som Arriva vann, bedrivas av Arriva Sverige AB.
Ödåkra Buss (Arriva Danmark A/S) har bland annat trafikerat linje 220 Landskrona-Helsingborg-Höganäs, Landskrona-Svalöv, Malmö stad Kirseberg, Lunds stad, skolbussarna i Höganäs och Helsingborg.
Under 2004 köpte man Orusttrafikens verksamhet i Skåne och 2005 började man köra Malmö-Trelleborg, Malmö-Falsterbonäset samt några regionlinjer kring Trelleborg
Sedan den 17 juni 2007 driver Arriva Pågatågstrafiken i Skåne. Hösten 2010 introducerades nya tåg av typ X61. I juni 2017 fick Arriva förnyat förtroende att driva trafiken med ett avtal som varar till december 2026.
Från och med 16 juni 2019 driver Arriva även busstrafiken i Helsingborg. Nuvarande avtal löper till 2027 med option på ytterligare två år.

### Jönköpings Länstrafik
Efter att företaget ombildats till Arriva 1999 vann man 2001 och 2003 trafik åt Jönköpings Länstrafik. Efter upphandlingen 2007 vann Arriva all tätortstrafik i Jönköping från och med juni 2008. I juni 2011 kom Arriva dock att upphöra med all busstrafik i Jönköpings kommun på grund av man inte följde avtalet. Detta ledde till en ny upphandling där Keolis vann det nya avtalet. Arriva fick betala vite till Jönköpings länstrafik på 6 miljoner under åren 2009-2010 för inställd trafik.

### Östgötatrafiken/Västtrafik
Arriva var 14 juni 2009 – 18 juni 2016 tågoperatör för persontrafiken på Kinnekullebanan på uppdrag på Västtrafik. Sommaren 2011 började även Arriva att köra Östgötapendeln sedan man blivit uppköpta av Deutsche Bahn.

### Hallandstrafiken
Den 19 juni 2010 tog Arriva över regionbusstrafiken i södra Halland och stadsbussarna i Halmstad. Kontraktet med Hallandstrafiken är på 8 år, men förlängdes med 2 år till 2020.

### Storstockholms Lokaltrafik
Arriva bedriver sedan 1 mars 2009 bussverksamhet åt SL då man tog hem anbudet på garagen för trafikområdena Sigtuna / Märsta, Upplands-Väsby, Vallentuna och Ekerö. Den 22 november 2011 offentliggjorde SL  att Arriva tar över trafiken för upphandlingen E20 som är uppdelad i två block; 1 Tvärbanan, Nockebybanan, Saltsjöbanan och busstrafiken i Solna/Sundbyberg, Sollentuna, Bromma samt block 2 som omfattar Roslagsbanan och busstrafiken i  Norrort (Täby, Vaxholm, Åkersberga). Avtalet gäller i 8 år, med 4 års möjlighet till förlängning. Trafikstart för block 1 var 20 augusti 2012 och för block 2 den 7 januari 2013.

#### Uppstarten i Norrort
Det blev en hel del rad av inkörningsproblem, förseningar och inställda turer på flera busslinjer när Arriva tog över busstrafiken efter Keolis i block 1 åt SL. Flera bussförare slutade, då de tyckte att arbetsmiljön blev sämre. En bussförare blev annat trakasserad och varnad av Arriva för ha för korta ben. Problem minskade inte när Arriva tog över busstrafiken i Norrort (block 2) den 7 januari 2013 efter Keolis. Det blev kaos i busstrafiken Klagomålen ökade med 700% enligt SL, då många bussturer var inställda och försenade. Problemen blev så stora att man i Österåkers kommun valde att chartra egna bussar för att elever skulle kunna komma till sina skolor. Punktligheten låg på 86 procent i januari 2013 enligt SL och enligt avtal med Arriva skulle den ligga minst på 91 procent, vilket Arriva bröt i avtalet med SL. Inte ens varannan buss kom i tid enligt statistik från SL. Problemen fortsatte och den 13 februari 2013 gjorde Polisen en kontroll i Täbygaraget efter tips från bussförare om att Arriva varmkör bussar på tomgång. Polisen kom fram till att Arriva begick lagbrott i miljöbalken genom att de körde bussar på tomgång i minst 30 minuter och därmed upprättades en polisanmälan mot bussbolaget. Problemen med busstrafiken minskade inte och de var så stora att SL begärde en handlingplan av Arriva i februari 2013 kring hur man skulle komma tillrätta med flera problem kring fordon, körschema, bussramper och inom planering. Den 8 februari 2013 kom Arriva ut med en handlingplan där man lovade att man skulle komma tillrätta med de stora problemen i busstrafiken i mars 2013 efter sportlovet. Inom handlingsplanen ingick nya tjänstepaket (dvs körscheman) och hur man skulle komma tillrätta med problemen kring fordon, bussramper och kommunikationsutrustning. Busstrafiken stabiliserades och började ligga på en acceptabel nivå. Dock var kundnöjheten och punktligheten mycket lägre jämfört med året innan (dvs mars 2012) när Keolis bedrev busstrafik åt SL i Norrort. Vitesbeloppet för Arriva åt SL blev på 174 miljoner kronor, vilket är det största vite som någonsin krävts ut av en operatör i svensk kollektivtrafik.

#### Återhämtning
Sedan mars 2018 har dock Arriva vänt trenden och når upp till de krav som ställs i avtalet med SL, både vad gäller kundnöjdhet och punktlighet. Arriva har även lanserat en ny busslinje, 612, som knyter samman Danderyds sjukhus med Kista för att på sätt skapa en tvärförbindelse knutpunkterna emellan, samt lagt om busslinje 684 för att ge en snabbare resa på tvären mellan Norrort och Arlanda/Uppsala.  

#### Uppsägning av avtalet
Den 19 april 2017 meddelade SL att man inte avser att utnyttja optionen om förlängning av avtalet med Arriva för buss och tågtrafiken i Norrort. Arriva upphör därmed att bedriva kollektivtrafiken i Norrort år 2021. En ny upphandling är inledd och Arriva deltar som en av anbudsgivarna. Arriva fick dock fortsätta bedriva busstrafiken i Solna/Sundyberg, Sollentuna, Bromma och spårtrafiken på Saltsjöbanan, Nockeybybanan och Tvärbanan till år 2024.
Vid 2018 meddelade SL att Arriva förlorade kontraktsförhandlingen för busstrafiken i trafikområdena Sigtuna / Märsta, Upplands Väsby och Vallentuna. Transdev tog över vid midsommar 2019.